# Acanthoderini
Tribu
Les Acanthoderini sont une tribu d'insectes coléoptères de la famille des Cerambycidae, sous-famille des Lamiinae.

## Dénomination
Cette tribu a été décrite par l'entomologiste français James Thomson en 1860.

### Synonymie
- Dryoctenitae (Thomson, 1860)
- Oreoderitae (Thomson, 1864)

## Taxinomie
Liste des genres
Selon BioLib (21 août 2016) :
- Acakyra Martins & Galileo, 1996
- Acanthoderes Audinet-Serville, 1835
- Aegomorphus Haldeman, 1847 - syn. Acanthoderes
- Aegoschema Aurivillius, 1923
- Aethomerus Thomson, 1860
- Alphus White, 1855
- Amblysaphes Bates, 1885
- Anasillus Marinoni & Martins, 1978
- Anoreina Bates, 1861
- Ateralphus Restello, Iannuzzi & Marinoni, 2001
- Azygocera Aurivillius, 1920
- Berningerus Lepesme & Breuning, 1955
- Callapoecoides Breuning, 1978
- Callapoecus Bates, 1884
- Catuana Martins & Galileo, 2008
- Cosmotomidius Melzer, 1931
- Cotyzineus Martins & Galileo, 2007
- Criopsis Thomson, 1860
- Discopus Thomson, 1864
- Dryoctenes Audinet-Serville, 1835
- Dufauxia Lane, 1955
- Eupromerella Fisher, 1938
- Exalphus Restello, Iannuzzi & Marinoni, 2001
- Formozotroctes Tavakilian & Néouze, 2007
- Hedypathes Thomson, 1864
- Irundisaua Martins & Galileo, 2005
- Macropophora Thomson, 1864
- Melzerus Monné, 2005
- Meridiotroctes Martins & Galileo, 2007
- Miriochrus Galileo & Martins, 2012
- Mundeu Martins & Galileo, 2008
- Myoxinus Bates, 1862
- Myoxomorpha White, 1855
- Necalphus Lane, 1970
- Nesozineus Linsley & Chemsak, 1966
- Octotapnia Galileo & Martins, 1992
- Oreodera Audinet-Serville, 1835
- Ozotroctes Bates, 1861
- Paracanista Breuning, 1951
- Paradiscopus Schwarzer, 1930
- Parapteridotelus Breuning, 1962
- Penaherreraus Roguet, 2004
- Peritapnia Horn, 1894
- Plagiosarus Bates, 1880
- Plistonax Thomson, 1864
- Psapharoctes Tavakilian & Néouze, 2007
- Pseudaethomerus Tippmann, 1953
- Pseudotapnia Chemsak & Linsley, 1978
- Pteridotelus White, 1855
- Punctozotroctes Tavakilian & Neouze, 2007
- Pycnomorphidiellus Tavakilian & Peñaherrera-Leiva, 2003
- Pyrianoreina Martins & Galileo, 2008
- Scleronotus White, 1855
- Sorelia Lane, 1965
- Spinozotroctes Tavakilian & Néouze, 2007
- Steirastoma Lepeletier & Audinet-Serville in Lacordaire, 1830
- Sychnomerus Bates, 1885
- Taurorcus Thomson, 1857
- Tetrasarus Bates, 1880
- Trichoanoreina Julio & Monné, 2005
- Trichohoplorana Breuning, 1961
- Urangaua Martins & Galileo, 2008
- Zikanita Lane, 1943

## Description
Les Acanthoderini sont des longicornes ailés, caractérisés  par les ongles divariqués, les tibias intermédiaires avec un sillon et le scape sans carène (cicatrice). Le scape court et noueux permet de distinguer cette tribu de celle des Acanthocinini.
La coloration est généralement mimétique avec les écorces.

## Distribution
Les Acanthoderini  forment une tribu qui comprend 61 genres et plus de 450 espèces répandues dans le monde entier, surtout dans les régions tropicales de l'Amérique du Sud. Un seul genre est répandu en Europe, et deux dans les Antilles françaises.

### Articles liés
- Cerambycidae
- Galerie des Cerambycidae